# 金瑞亨
金瑞亨（韓語：김서형，1973年10月28日—），韓國女演員，又譯為金瑞馨、金瑞瑩、金瑞形、金絲蓉等。

## 職涯
金瑞亨是1994年KBS第16期公開徵選演員。2005年在MBC高收視日日劇《加油！金順》中飾演夏盛蘭一角開始受到矚目。2008年至2009年間，在SBS日日劇《妻子的誘惑》中扮演情婦申艾莉而聲名大噪，2013年在古裝劇《奇皇后》中飾演卜答失里皇太后又再受好評。
2018年在獲得高收視與風評的《Sky Castle》中，飾演狠毒的金珠英老師，並憑此劇入圍第55屆百想藝術大獎。2023年憑電影《隱匿的真相》奪得第32屆釜日電影獎、第59届大钟奖电影节影后。

## 演出作品

### 電視劇
- 1994年：KBS《明天是愛情（朝鲜语：내일은 사랑）》
- 1994年：KBS《女兒富家（朝鲜语：딸부잣집 (드라마)）》
- 1995年：KBS《青空（朝鲜语：창공 (드라마)）》
- 1995年：KBS《新一代報告書大人不知道（朝鲜语：신세대 보고서 어른들은 몰라요）》
- 1996年：KBS《遙遠的國度（朝鲜语：머나먼 나라）》
- 1996年：KBS《起跑（朝鲜语：스타트 (드라마)）》
- 1997年：KBS《幸福的早上（朝鲜语：행복한 아침 (드라마)）》
- 1997年：KBS《Star（朝鲜语：스타 (드라마)）》
- 1997年：KBS《奔跑（朝鲜语：질주 (1997년 드라마)）》
- 1997年：KBS《當他呼喚我的時候（朝鲜语：그대 나를 부를 때）》
- 1997年：KBS《慕情之江（朝鲜语：모정의 강）》
- 1998年：KBS《你與我的歌（朝鲜语：너와 나의 노래）》
- 1998年：KBS《乞力馬扎羅山的豹（朝鲜语：킬리만자로의 표범）》
- 1998年：KBS《如風一般如波濤一般（朝鲜语：바람처럼 파도처럼）》
- 1998年：KBS《紙鶴（朝鲜语：종이학 (드라마)）》
- 1999年：KBS《你（朝鲜语：당신 (1999년 드라마)）》
- 2000年：KBS《喜歡怎麼辦（朝鲜语：좋은걸 어떡해 (2000년 드라마)）》
- 2001年：KBS《不與父親般居住（朝鲜语：아버지처럼 살기 싫었어）》
- 2002年：KBS《好想談戀愛》
- 2003年：MBC《跳躍的青春（朝鲜语：나는 달린다）》
- 2004年：SBS《巴黎戀人》飾演 白升景
- 2005年：MBC《加油！金順》飾演 夏盛蘭
- 2005年：SBS《綠薔薇》飾演 車佑蘭/李菁
- 2007年：SBS《戀人啊》飾演 何在茵
- 2008年：SBS《妻子的誘惑》飾演 申艾莉
- 2010年：SBS《Giant》飾演 柳京玉
- 2012年：SBS《工薪族楚漢志》飾演 毛可比
- 2012年：KBS《順藤而上的你》飾演 千在勇的大姊（客串）
- 2012年：MBC《媽媽是什麼》飾演 朴瑞亨
- 2013年：網路劇《放學後福不福》（客串）
- 2013年：MBC《奇皇后》飾演 卜答失里
- 2014年：MBC《改過遷善》飾演 李善熙（客串）
- 2015年：KBS《Assembly》飾演 洪燦美
- 2016年：tvN《The Good Wife》飾演 徐明希
- 2018年：JTBC《加油吧威基基》飾演 金熙子（客串）
- 2018年：MBC《偉大的誘惑者》飾演 明美莉
- 2018年：MBC《過来抱抱我》飾演 朴希英
- 2018年：JTBC《Sky Castle》飾演 金珠英
- 2020年：SBS《無人知曉》飾演 車英真
- 2021年：tvN《Mine》飾演 鄭瑞賢
- 2022年：WATCHA《離別的食譜》飾演 鄭多情
- 2023年：ENA《纸之月》饰演 刘怡华

### 電影
- 2000年：《死亡錄播》饰演 阳浩的老师
- 2001年：《桃色交易》饰演 芭蕾舞老师
- 2002年：《跨跃彩虹》饰演 庆熙
- 2002年：《他喜欢的是你》饰演 李江贤
- 2003年：《甜性澀愛》饰演 信雅
- 2005年：《女高怪談4：陰聲》饰演 音乐老师熙妍
- 2006年：《暴力城市》饰演 张美兰（特别出演）
- 2006年：《突然有一天之第四层》饰演 蔡敏英
- 2007年：《黑色之家》
- 2010年：《赤腳夢想》饰演 記者（友情出演）
- 2010年：《仇杀病房》饰演 白科长（特别出演）
- 2012年：《人類滅亡報告書》饰演 闵本部长
- 2012年：短片《結婚典禮》（웨딩 세레모니）
- 2013年：《柏林諜變》饰演 朝鲜大使馆女秘书
- 2013年：《小說遇見電影》饰演 美贞
- 2013年：短片《闪电和舞》（번개와 춤을）饰演 美贞
- 2014年：《春（朝鲜语：봄 (영화)）》饰演 正淑
- 2017年：《惡女》飾演 權淑
- 2020年：《明明會說話》飾演 閔秀熙
- 2021年：《女高怪談6：母校》飾演 盧恩熙
- 2023年：《隱匿的真相》饰演 文静
- 2024年：《Dog Days》饰演 真英

### 音樂
- 2009年：《妻子的誘惑》 Best ＆ Remix < 꽃밭에서 >、 < 용서못해 >
- 2014年：《春》 Original Sound Track < Late Spring >

## 奖项荣誉
| 年份 | 頒獎典禮                   | 類別                     | 獎項                     | 作品           | 結果 |
| ---- | -------------------------- | ------------------------ | ------------------------ | -------------- | ---- |
| 2009 | SBS演技大獎                | 連續劇部門               | 女子優秀演技賞           | 《妻子的誘惑》 | 獲獎 |
| 2010 | SBS演技大獎                | 特別企劃部門             | 女子助演賞               | 《兄妹情深》   | 提名 |
| 2012 | SBS演技大獎                | 迷你劇部門               | 女子特別演技賞           | 《愛情要不藥》 | 提名 |
| 2014 | 第3屆馬德里國際電影節      | 最佳外語片               | 女主角                   | 《春》         | 獲獎 |
| 2014 | 第14屆米蘭國際電影節       | 劇情長片                 | 最佳女主角               | 《春》         | 獲獎 |
| 2015 | 第23屆韓國文化演藝大賞     | 電影部門                 | 最佳女演員               | 《春》         | 獲獎 |
| 2015 | KBS演技大獎                | 助演獎                   | 女子配角獎               | 《Assembly》   | 獲獎 |
| 2015 | 第52屆儲蓄日               | 不適用                   | 金融委員長表彰           | 不適用         | 獲獎 |
| 2017 | 第1届The Seoul Awards      | 電影部門                 | 最佳女配角               | 《惡女》       | 提名 |
| 2018 | MBC演技大獎                | 水木迷你劇部門           | 助演獎                   | 《過來抱抱我》 | 提名 |
| 2019 | 第12屆韓國電視劇節         | 不適用                   | Hot Star China賞         | 《Sky Castle》 | 獲獎 |
| 2019 | 第55屆百想藝術大獎         | 電視部門                 | 女子最優秀演技賞         | 《Sky Castle》 | 提名 |
| 2019 | 第14屆SOOMPI AWARDS        | 不適用                   | BREAK OUT 演員獎         | 《Sky Castle》 | 提名 |
| 2019 | 第10屆韓國大眾文化藝術獎   | 不適用                   | 總理表彰                 | 不適用         | 獲獎 |
| 2020 | 第24屆亞洲電視大獎         | 不適用                   | 最佳女配角               | 《Sky Castle》 | 提名 |
| 2020 | SBS演技大獎                | 迷你劇類型＆動作部門部門 | 女子最優秀演技賞         | 《無人知曉》   | 獲獎 |
| 2023 | 第2屆青龍系列大獎          | 電視劇部門               | 女主角賞                 | 《離別的食譜》 | 提名 |
| 2023 | 第43届韩国电影评论家协会奖 | 不適用                   | 最佳女主角               | 《隱匿的真相》 | 獲獎 |
| 2023 | 第32屆釜日電影獎           | 不適用                   | 最佳女主角               | 《隱匿的真相》 | 獲獎 |
| 2023 | 第43届黄金摄影奖           | 不適用                   | 最佳女主角               | 《隱匿的真相》 | 獲獎 |
| 2023 | 第13届美丽的艺术人奖       | 不適用                   | 独立电影艺术人奖         | 《隱匿的真相》 | 獲獎 |
| 2023 | 第59屆大鐘賞               | 不適用                   | 最佳女主角               | 《隱匿的真相》 | 獲獎 |
| 2023 | 第44届青龍电影獎           | 不適用                   | 最佳女主角               | 《隱匿的真相》 | 提名 |
| 2023 | 第31届大韩民国文化演艺大奖 | 不適用                   | 电影部门最优秀女演员奖   | 《隱匿的真相》 | 獲獎 |
| 2023 | 第九屆APAN Star Awards     | 月火連續劇部門           | 中篇劇 － 女子優秀演技獎 | 《纸之月》     | 獲獎 |

## 外部連結
- 金瑞亨的Instagram帳戶
- 金瑞亨在韩国电影数据库（KMDb）上的資料（韓語）
- 金瑞亨在NAVER上的资料
- 金瑞亨在Daum上的资料